# Никуленки
 Никуленки — деревня в Кировской области. Входит в состав муниципального образования «Город Киров»

## География
Расположена на расстоянии примерно 6 км по прямой на юг-юго-запад от железнодорожного вокзала станции Киров.

## История
Известна с 1802 года как починок Овсяниковской во 2-м селении с 3 дворами. В 1873 году здесь (Овсянниковская 2-я или Никулицы) дворов 7 и жителей 40, в 1905 (Овсянниковская 2-я или Никулины) 10 и 64, в 1926 (Никулины или Овсянниковская 2-я) 11 и 55, в 1950 (Никуленки) 24 и 55, в 1989 15 жителей. Настоящее название утвердилось с 1939 года. Административно подчиняется Ленинскому району города Киров.

## Население
Постоянное население составляло 4 человека (русские 100%) в 2002 году, 13 в 2010.